# (2109) Dhotel
(2109) Dhotel es un asteroide perteneciente al cinturón de asteroides, descubierto el 13 de octubre de 1950 por Sylvain Julien Victor Arend desde el Real Observatorio de Bélgica, Uccle.

## Designación y nombre
Designado provisionalmente como 1950 TH2. Fue nombrado Dhotel en honor al escritor francés André Dhôtel.